# La Queue-en-Brie
La Queue-en-Brie è un comune francese di 12 081 abitanti situato nel dipartimento della Valle della Marna nella regione dell'Île-de-France.

## Storia

### Simboli
Lo stemma comunale è stato creato nel 1969.

## Società

### Evoluzione demografica
Abitanti censiti